# 칼 구스 잰스키

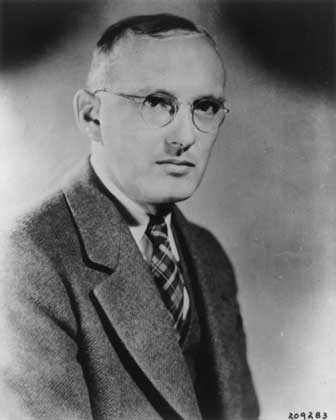

칼 구스 잰스키(Karl Guthe Jansky, 1905년 10월 22일 ~ 1950년 2월 14일)는 미국의 물리학자이자 전파 공학자이다.
오클라호마 주의 노르만에서 태어나 위스콘신 대학교를 졸업했다.
1931년 대서양 횡단 전파 통신에서 생기는 혼선을 조사하고 있을 때 원인을 알 수 없는 '쉿쉿'하는 잡음을 듣고 몇 개월 동안 연구한 끝에 이 잡음이 태양계 밖에 있는 궁수자리 근처에서 오는 것임을 확인했다.

## 같이 보기
- 전파원